# Haute-Boumbé
Haute-Boumbé est une  commune rurale de la préfecture de la Mambéré, en République centrafricaine. Elle tient son nom de la rivière Boumbé, affluent de la Kadéï. La principale localité de la commune est Amada-Gaza, chef-lieu de sous-préfecture. 

## Géographie
La commune de Haute-Boumbé est située au nord-ouest de la préfecture de Mambéré-Kadéï. Elle est 
frontalière du Cameroun.
|          | Baboua       | Abba     |
| Cameroun | Haute-Boumbé | Carnot   |
|          | Basse-Boumbé | Ouakanga |

## Villages
Les principaux villages de la commune sont : Amada-Gaza, Ngabongo, Golapa, Douwa, Daté, Ngambi et Manti.
En zone rurale, la commune compte 65 villages recensés en 2003 : Amada-Gaza 1, Amada-Gaza 2, Babayengue, Bagongo, Banga-Boumbe 1, Banga-Boumbe 2, Bedakamba, Bobayako, Bodawa, Bogbia, Bogongo 2, Bolondo, Bolondo-Ndakon, Bombo 1, Bonding, Bondio, Bondouko, Bongobo, Bongongo, Bopendi (1,2), Bossangoa, Bossia, Bossola, Botakoyo, Botana, Boya Pele, Boyaguili, Boyambongo, Bozanfolo, Datte 1, Datte 2, Douambongo 1, Douambongo 2, Douwa, Dozama, Gbalafolo, Gbambia 1, Gbambia 2, Gbambia 3, Gbapang, Golapa, Jamtari, Kakori, Kiamo, Kolatier, Kombo-Bombo 2, Lande, Lime, Manti, Mbembilou, Mboi 2, Mbokolo, Mboussouke 2, Mboussoukou 1, Nabamon, Ngaboua, Ngambi, Ngambongo 2, Sans-Salte, Toumbanzara, Yanapali, Zabo-Bambe, Zaoro-Dinga, Zaoro-Dinga 2, Zembe.

## Éducation
La commune compte 5 écoles publiques : Communautaire de Date, Sous-préfectorale mixte d’Amada-Gaza, Gbambia, Komo-Bombo, Ndombo.